# 巴爾薩港區
巴爾薩港區（西班牙語：Distrito de Balsapuerto），是秘魯的一個區，位於該國東北部洛雷託大區的上亞馬遜省，始建於1857年1月2日，面積2,839.69平方公里，海拔高度220米，2005年人口12,730，人口密度每平方公里4.5人。